# 운수 좋은 날 (영화)
'운수 좋은 날'(Lucked Out)은 2005년 대한민국에서 제작된 이한종 감독의 중편 영화로서 대구 단편 영화제 대상을 수상하며 주목 받았다. 이후 다양한 영화제를 통해서 호평 받았으며, 2006년에는 "KBS 독립 영화관"을 통해 방영되었다. 이 작품은 실화를 바탕으로 재구성하여 제작된 작품이다.

## 배역
- 구식 - 오창경
- 노숙자 - 송창곤
- 사채업자 - 도기석
- 경감 - 박성준

## 제작진
- 감    독 - 이한종
- 각    본 - 이한종
- 프로듀서 - 한달호
- 촬    영 - 김영래
- 조    명 - 한기업
- 분    장 - 김이숙
- 편    집 - 문인대
- 동시녹음 - 손규식
- 조 감 독 - 이산복

## 기술 양식
40min, 35mm, Dolby digital 5.1ch

## 관객과의 대화
대구 단편 영화제 관객과의 대화(GV)에서 이한종 감독은 이 영화의 비하인드 스토리를 언급했다. 촬영은 2000년 초에 시작했으나 목포에서 촬영 중에 폭설로 스태프들의 차량이 모두 고장났다. 그런 이유로 제작비가 초과되어서 고심 끝에 스탭들의 동의하에 한시적으로 보류가 되었고, 2004년 스태프들의 권유로 의기투합하여 다시 제작하게 된다.
인상 깊었던 점은 스태프와 배우들이 보류가 된 3년여의 시간 동안 영화 스탭의 일원에서 팀장급 이상이 되었다는 것이다. 그런 이유로 힘겹게 작업해야 했던 기존과는 달리 넉넉한 기자재를 확보하여 기대 이상의 광량을 비롯한 분장 효과를 얻을 수 있었다고 한다. 또한 기존 가편집을 수백 번 체크해 가면서 이미지 균형을 맞추기 위해 노력했다는 점도 언급했다.
단편 영화의 현실과 고민이 고스란히 담겨 있던 관객과의 대화에서 단편 영화의 "아라비아 로렌스"라고 소개되기도 했다.

## 영화제 출품 및 수상
| 연도 | 영화제                                | 부문                 | 비고   |
| ---- | ------------------------------------- | -------------------- | ------ |
| 2008 | 나인식스 단편 영화제                  |                      |        |
| 2006 | 부천 국제 판타스틱 영화제             | 판타스틱 단편 걸작선 |        |
| 2006 | 중국 베이징 따샨즈 국제 아트 페스티벌 | 한국 영화 초청       |        |
| 2006 | 대구 단편 영화제                      | 개막작               |        |
| 2006 | 열린 영화제                           |                      |        |
| 2006 | 정동진 독립 영화제                    |                      | 관객상 |
| 2005 | 광주 국제 영화제                      | 한국 단편 본선 경쟁  |        |
| 2005 | 대구 단편 영화제                      | 본선 경쟁            | 대상   |